# Sebastian Shaw
Sebastian Lewis Shaw (ur. 29 maja 1905 w Holt, zm. 23 grudnia 1994 w Brighton) – brytyjski aktor, powieściopisarz, poeta, reżyser i dramaturg. Ukończył Gresham's School.

## Życiorys
Jego sceniczna kariera rozpoczęła się w 1913 roku w Shakespeare Memorial Theatre (Teatrze Shakespearowskim). Po raz pierwszy w filmie pojawił się w 1930 roku w Caste i od tamtej pory wystąpił w ponad czterdziestu produkcjach.
Podczas drugiej wojny światowej służył w Royal Air Force.
W filmie Gwiezdne wojny: część VI – Powrót Jedi Sebastian Shaw wcielił się w rolę nawróconego Anakina Skywalkera w dwóch scenach. Pierwsza – gdy Luke Skywalker zdejmuje maskę Darthowi Vaderowi (twarz „pod maską” to oblicze Shawa). Druga scena, gdzie widać już Sebastiana w całej okazałości to moment, gdzie Luke’owi objawiają się trzy duchy rycerzy Jedi: Anakina, Yody i Obi-Wana. Ta scena została zmieniona w wydaniu DVD trylogii z 2004 roku. Sebastiana Shawa wycięto i zastąpiono Haydenem Christensenem, czyli aktorem, który grał Anakina Skywalkera w Ataku klonów i Zemście Sithów.
Shaw zmarł w 1994 roku w wieku 89 lat z przyczyn naturalnych.
Miał 188 cm wzrostu.